# Mordellistena aemula
Mordellistena aemula es una especie de coleóptero de la familia Mordellidae.

## Distribución geográfica
Habita en  Estados Unidos.